# 19 Piscium
TX Piscium
Désignations
TX Piscium, ou 19 Piscium, est une étoile située dans la constellation des Poissons.
C'est une étoile variable carbonée de type spectral C5 qui est située à environ 760 années-lumière de la Terre. Sa magnitude varie entre +4,79 et +5,2. Sa température est de 3 050 K. L'étoile est 4 700 fois plus lumineuse que le Soleil.
Dans un instrument, la couleur rouge de l'étoile est fortement prononcée. Elle est située dans l'astérisme de l'« Anneau ».